# Cyrtanthus ochroleucus
Cyrtanthus ochroleucus là một loài thực vật có hoa trong họ Amaryllidaceae. Loài này được (Herb.) Burch. ex Steud. mô tả khoa học đầu tiên năm 1840.